# Руставі (Аспіндза)
Руставі (груз. რუსთავი) — село в Грузії.
За даними перепису населення 2014 року в селі проживає 427 осіб.